# Władysław Leszczyński (1616–1680)

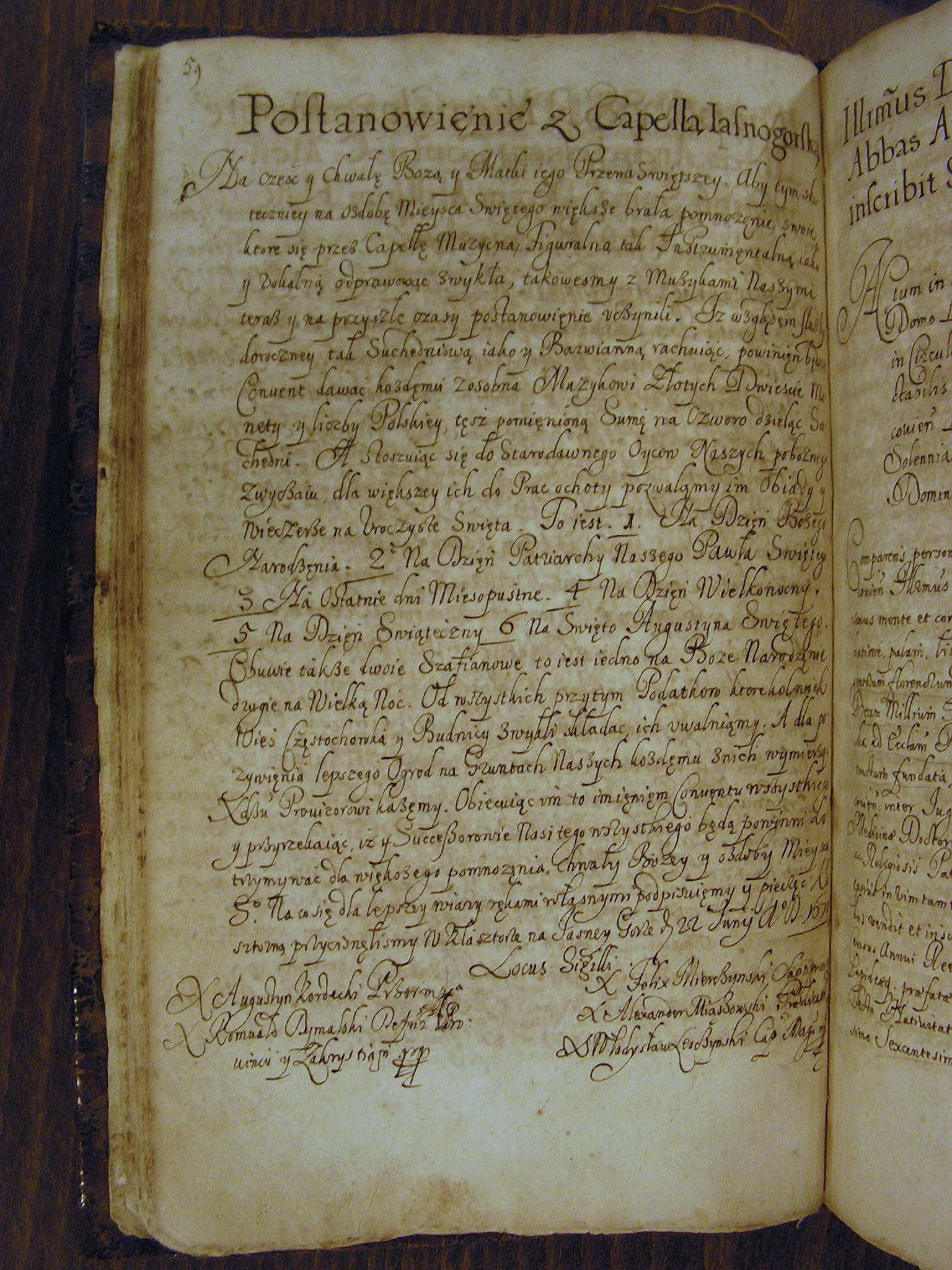
Umowa pomiędzy muzykami a klasztorem jasnogórskim, podpisana m.in. przez o. Augustyna Kordeckiego oraz magistra kapeli o. Władysława Leszczyńskiego

Władysław Leszczyński (właściwie Aleksander Leszczyński) (ur. 1616, zm. 24 września 1680 na Jasnej Górze) – paulin, organista, kantor i magister kapeli jasnogórskiej, kompozytor.

## Życiorys
Był synem Szymona Leszczyńskiego, który należał do krakowskiego cechu malarzy, stąd można przypuszczać, iż urodził się w Krakowie lub okolicach. Po wyzwoleniu na czeladnika Szymon Leszczyński przeniósł się do Częstochowy, gdzie po śmierci żony w 1623 roku wstąpił do zakonu paulinów, przyjmując imię zakonne Izydor. Pozostał aktywny jako malarz – na Jasnej Górze przechowywane są jego dzieła (m.in. obraz przedstawiający nawiedzenie św. Elżbiety).
Aleksander Leszczyński, idąc w ślady ojca, również wstąpił do zakonu (w wieku piętnastu lat) i po rocznym nowicjacie 8 września 1632 roku złożył śluby wieczyste, przyjmując imię zakonne Władysław. Wykształcenie muzyczne oraz podstawy warsztatu kompozytorskiego Leszczyński zdobył w kapeli jasnogórskiej, co świadczy o wysokim poziomie zespołu w tym okresie. Przez wiele lat o. Władysław pełnił bardzo ważną rolę kantora (zwanego także rektorem chóru łac. rector chori). W zakonie paulinów, gdzie muzyka zajmowała istotne miejsce w liturgii, obowiązki kantora definiował osobny dokument, którym był rozdział konstytucji zakonnych wydanych po soborze trydenckim (rozdział XV część III konstytucji: O obowiązkach kantora oryg. łac. De officio rectoris chori).
Stanowisko magistra kapeli (łac. magister capellae) Leszczyński objął najprawdopodobniej po śmierci o. Michała Bojanowskiego w 1654 roku. Wkrótce potem rozpoczął się dla klasztoru niezwykle trudny okres. W 1655 roku nastąpił najazd Szwecji na Rzeczpospolitą (potop szwedzki), którego ważnym epizodem było oblężenie Jasnej Góry.
Leszczyński w okresie kierowania zespołem zgromadził pokaźny zbiór instrumentów muzycznych oraz wzbogacił repertuar o własne kompozycje. Świadectwem tego jest decyzja kapituły zakonu – 15 stycznia 1685 roku wyznaczono specjalną komisję, która miała się zająć zabezpieczeniem spuścizny po Leszczyńskim. W instrukcji dla komisji mowa jest nie tylko o muzykaliach, ale także instrumentach muzycznych. Jednak już w 1690 roku większość (jeśli nie wszystkie) rękopisy Leszczyńskiego bezpowrotnie przepadły podczas pożaru, jaki strawił wieżę bazyliki jasnogórskiej. Jedyny rękopis sygnowany nazwiskiem Leszczyńskiego, jaki do dziś przechowywany jest w archiwum klasztornym, to przekaz utworu Mandatum novum, przepisany w XVIII wieku przez o. Pawła Weisgärbera.
O. Władysław jako magister capellae dbał nie tylko o wysoki poziom muzyki liturgicznej poprzez uzupełnianie repertuaru o nowe dzieła czy zakup instrumentów. Właśnie podczas jego kierownictwa po raz pierwszy klasztor podpisał umowę z muzykami kapeli, w której określono podstawowe obowiązki zgromadzenia wobec zespołu muzycznego. Kapela jasnogórska powstała już w wieku XVI, lecz w tym czasie składała się wyłącznie z zakonników. Muzycy świeccy zostali zatrudnieni w zespole w wieku XVII. Wobec pojawienia się ich w zespole zaistniała konieczność uregulowania statusu świeckich – dokument taki został podpisany 22 czerwca 1670 roku. Ze strony klasztoru podpisał go m.in. o. Augustyn Kordecki, muzyków reprezentował Leszczyński jako Capellae Magister. Dokument w transkrypcji brzmi następująco (na podstawie odpisu oryginału przechowywanego w archiwum jasnogórskim):
Postanowienie z Capellą Iasnogorską | Na cześć y chwałę Bozą y Matki iego PrzenaSwiętszey. Aby tym sku | teczniey na ozdobę Mieysca Swiętego większe brała pomnożenie swoie | ktore się przez Capellę Muzyczną Figuralną tak Instrumentalną iako | y wokalną odprawowac zwykła, takowesmy z Muzykami Naszymi | teraz y na przyszłe czasy postanowienie uczynili. Iż względem służby | doroczney tak Suchedniową iako y Barwianną rachuiąc, powinien będzie | Convent dawać kozdemu zosobna Muzykowi Złotych Dwieście Mo | nety y liczby Polskiey, tęsz pomienioną Sumę na czworo dzieląc Su | chedni. A stoszuiąc się do starodawnego Oycow Naszych pobożnego | zwyczaiu, dla większey ich do Prac ochoty pozwalamy im obiady y | wieczerze na Uroczyste Swięta. To iest 1. Na Dzień Bożego | Narodzenia. 2o Na Dzień Patriarchy Naszego Pawła Swiętego. | 3 Na Ostatnie dni Mięsopustne. 4 Na dzień Wielkonocny. | 5 Na Dzień Swiąteczny 6 Na Swięto Augustyna Swiętego. | Obuwie także dwoie Szafianowe to iest iedno na Boże Narodzenie | drugie na Wielką Noc. Od wszystkich przytym Podatkom którekolwiek | Wieś Częstochowską y Budnicy zwykli składac, ich uwalniamy. A dla po | zywienia lepszego Ogrod na Gruntach Naszych kożdemu znich wymierzyć | Xdzu Prowizorowi każemy. Obiecuiąc im to imieniem Conventu wszystkiego | y przyrzekaiąc, iż y Successorowie Nasi tego wszystkiego będą powinni do | trzymywać dla większego pomnożenia chwały Bożey y ozdoby Mieysca | S[więteg]o. Na co się dla lepszey wiary rękami własnymi podpisuiemy y pieczęć kla | sztorną przycisnęlismy W Klasztorze na Jasney Gorze die 22 Junii A[nn]o D 1670. | Locus Sigilli. | X Augustyn Kordecki Prior mppa X Felix Mierczynski Supprior mpp. | X Romuald Dymalski Def[i]n[ito]r mpp. X Alexander Miąskowski Praedicator | vincii y Zakrystia mpp. X Władysław Leszczynski Cap[pellae] Mag[ister] mpp.
Klasztor zobowiązywał się wypłacać muzykom tzw. suchedni oraz zapewniał także inne przywileje (np. zwolnienie z podatków). Można zakładać, że jako kierownik zespołu Leszczyński miał swój istotny udział w powstaniu dokumentu.
O. Władysław Leszczyński zmarł na Jasnej Górze 24 września 1680 roku w wyniku apopleksji.

## Twórczość
Autografy Leszczyńskiego, jakie zapewne znajdowały się w zbiorach kapeli jasnogórskiej, nie dotrwały do naszych czasów. Zachowały się jednak odpisy części jego dorobku sporządzone na potrzeby innych kapel. Z inwentarzy wynika, że kilka utworów znajdowało się w repertuarze krakowskiej kapeli karmelitów na Piasku w Krakowie. Kolejne utwory (msza oraz opracowania dwu hymnów) ocalały w zbiorach po wawelskiej kapeli rorantystów. Szczególnie cennym dziełem – z uwagi na stylistykę – jest odnalezione stosunkowo niedawno w kolekcji po kapeli oo. pijarów z Podolińca wokalno–instrumentalne opracowanie psalmu Dixit Dominus.
W twórczości Leszczyńskiego reprezentowane są dwa style, jakie obecne były w muzyce baroku: prima pratica oraz seconda pratica.

### Utwory zachowane

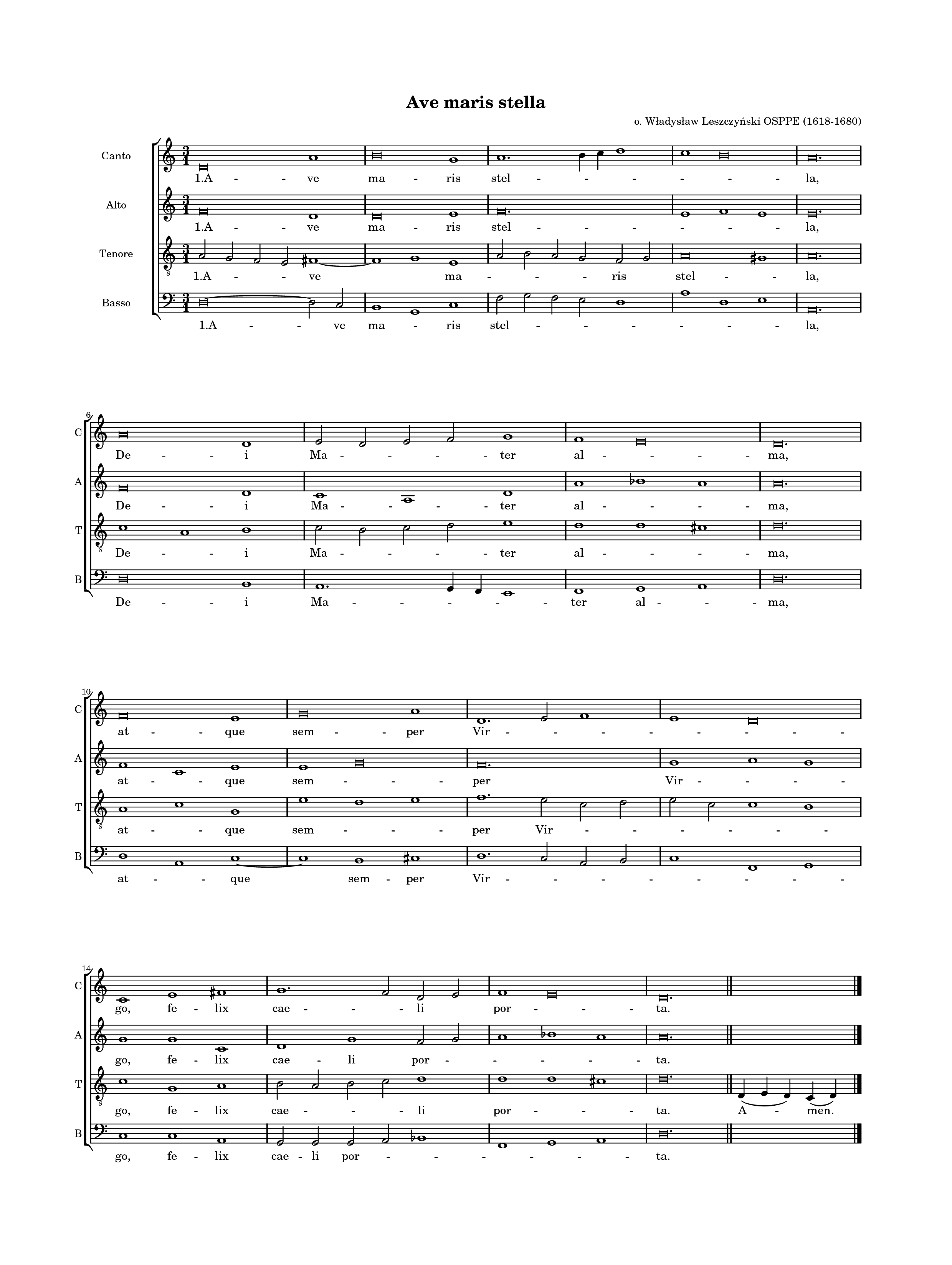
o. Władysław Leszczyński OSPPE, Ave maris stella

| Tytuł utworu                     | Obsada              | Miejsce przechowywania                  | Sygnatura    | Rekord w bazie RISM |
| -------------------------------- | ------------------- | --------------------------------------- | ------------ | ------------------- |
| Mandatum novum                   | SATB, vlne          | Archiwum jasnogórskie                   | AJG I-54     | RISM ID: 300033544  |
| Missa per octavas                | SATB                | Archiwum Kapituły Katedralnej na Wawelu | Kk.I.35      |                     |
| Sanctorum meritis inclita gaudia | SATB                | Archiwum Kapituły Katedralnej na Wawelu | Kk.I.319/1-2 |                     |
| Ave maris stella                 | SATB                | Archiwum Kapituły Katedralnej na Wawelu | Kk.I.319/1-2 |                     |
| Dixit Dominus                    | SATB, 2vl, vla, org | Okresný archív Bratislava-vidiek        | H-391        | RISM ID: 570002274  |

### Utwory niezachowane i mylnie przypisywane Leszczyńskiemu
Inwentarz kapeli Karmelitów na Piasku w Krakowie wymienia kilka utworów pod nazwiskiem lub inicjałami Leszczyńskiego. Niestety żaden z nich nie przetrwał do naszych czasów. Są to:
1. Missa a 12
2. Missa concertata V.[ladislao] L.[eszczyński] a 10
3. Litaniae F a 4
4. Litaniae breves a 4
5. Sancta Maria a 12
6. Lauda anima a 18

Jak wykazały najnowsze badania, Missa cum Credo per octavas, dotychczas przypisywana Leszczyńskiemu i uwzględniona we współczesnym wydaniu jego zachowanych kompozycji, nie jest dziełem Leszczyńskiego (wskazują na to wyraźne zbieżności z inną mszą przechowywaną w zbiorach wawelskich, sygnowaną inicjałami M.M.). Przyczyną błędnego przypisania utworu Leszczyńskiemu była zapewne przypadkowa zamiana okładek rękopisów (okładka mylnie połączona z rękopisem znanym dotychczas jako Missa cum Credo per octavas należała pierwotnie do innej mszy Leszczyńskiego - Missa per octavas).

## Dyskografia
- Jasnogórska Muzyka Dawna 45. Biuro Prasowe Jasnej Góry. [dostęp 2017-03-07]. (pol.).
- Jasnogórska Muzyka Dawna 31. Biuro Prasowe Jasnej Góry. [dostęp 2017-03-07]. (pol.).